# Il sindacalista
Il sindacalista è un film italiano del 1972 diretto da Luciano Salce.

## Trama
Saverio Ravizzi, un operaio siciliano, sfugge alla morte durante una manifestazione e trova quindi un nuovo lavoro in una fabbrica di frigoriferi a Bergamo. L'uomo, ingenuo e spontaneo, è legato alle tradizioni ed è sposato con la siciliana Teresa, donna semplice, molto legata agli oggetti e alle cose di sua proprietà.
Saverio comincia subito a mobilitare i suoi compagni di lavoro per ottenere condizioni di lavoro migliori. Numerose sono le forme di protesta che mette in atto, come il blocco stradale in una giornata di nebbia fitta, il furto dell'autobus sul quale, mentre tenta di scappare, frana una galleria o quando si sdraia davanti al camion che deve portare i frigoriferi ai negozi dove saranno venduti per impedirne la partenza. In diverse occasioni riesce anche a estorcere delle concessioni al proprietario della fabbrica, Tamperletti. Queste sue azioni lo rendono talmente popolare da essere eletto, senza nemmeno aver presentato la sua candidatura, rappresentante sindacale della fabbrica. L'imprenditore Tamperletti però, uomo solo apparentemente bonario, è in realtà un abile manovratore che strumentalizza a suo favore l'operato di Saverio.
Molti dei suoi doni sono un bluff, come l'appartamento abusivo donato a degli sposi. In altre occasioni le concessioni arrivano sempre fino a un certo punto e non vengono mai completamente esaudite. Saverio si sente tal punto importante da fare un comizio addirittura durante la messa allontanando il prete che stava facendo la sua omelia di Natale. Quando Tamperletti non concede un aumento di stipendio, Saverio, nonostante il parere contrario degli altri rappresentanti sindacali, fa proclamare lo sciopero totale a tempo indefinito. I giorni passano e la situazione questa volta non si sblocca. Arriva, da Roma, Toni Paglieri, un ex collega di Saverio, divenuto ora sindacalista in un'organizzazione ufficiale, che tenta di dissuaderlo dal continuare l'azione di protesta.
Saverio, profondamente indignato lo aggredisce, abbandona casa e famiglia e cerca rifugio da Vera, una giornalista con la quale c'è stato del tenero. La donna però lo respinge e gli spiega che lo sciopero da lui proclamato è utile a Tamperletti, che sta vendendo la fabbrica a speculatori stranieri. Saverio, allora, cerca di convincere i colleghi a riprendere il lavoro, ma questi ultimi, ormai esaltati, hanno occupato la fabbrica e non ascoltano ragioni. Anzi, lo picchiano ferocemente e soltanto l'intervento di Toni lo salva. Tony gli propone di andare con lui e di entrare a fare parte dell'organizzazione sindacale ufficiale di cui lui fa parte. Saverio accetta, ma l'idealista in lui prevale e già comincia a fantasticare su tutte le nuove proteste da intraprendere sotto la faccia incredula ed esasperata di Toni.

## Produzione
Nel film, l'attore protagonista Lando Buzzanca rendeva omaggio a Giuseppe Di Vittorio.